# Charles Hope (markiz)
Charles William Frederick Hope (ur. 7 kwietnia 1912, zm. 1987) – brytyjski arystokrata, najstarszy syn Victora Hope’a, 2. markiza Linlithgow, i Doreen Milner, córki sir Fredericka Milnera, 7. baroneta. Miał młodszego brata bliźniaka – Johna Adriana.
Wykształcenie odebrał w Eton College i w Oksfordzie. Naukę zakończył w 1936 r. Później odbywał służbę wojskową w 51 dywizji Highlanders. Po wybuchu II wojny światowej dywizja weszła w skład Brytyjskiego Korpusu Ekspedycyjnego i Hope znalazł się we Francji. Brał udział w kampanii francuskiej 1940 r. i dostał się do niemieckiej niewoli pod Dunkierką. Osadzony w obozie jenieckim, kilkakrotnie podejmował próbę ucieczki. Został przez to umieszczony w zamku Colditz, gdzie pozostał do końca wojny.
Po śmierci swojego ojca w 1952 r. odziedziczył tytuł markiza Linlithgow i zasiadł w Izbie Lordów. W 1974 r. założył Hopetoun House Preservation Trust, która miała zajmować się rodową rezydencją Hope’ów, Hopetoun Trust.
24 lipca 1939 r. poślubił Vivien Kenyon-Slater (29 marca 1918–1964), córkę majora Roberta Kenyon-Slatera i lady Mary Hamilton, córki 3. księcia Abercorn. Charles i Vivien mieli razem syna i córkę:
- Mary Sarah Jane Hope (ur. 25 maja 1940), żona Michaela Learoyda, ma dzieci
- Adrian John Charles Hope (ur. 1 lipca 1946), 4. markiz Linlithgow

15 lutego 1965 r. poślubił Judith Lawson (przed 1945–1991), córkę Stanleya Lawsona. Małżeństwo to nie doczekało się potomstwa.